# Lakeview (Waszyngton)
Lakeview – jednostka osadnicza w Stanach Zjednoczonych, w stanie Waszyngton, w hrabstwie Grant.